# Список Героев Советского Союза (Амурская область)

Список Героев Советского Союза Амурской области.

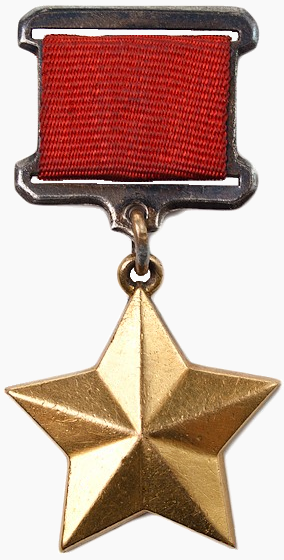
Медаль «Золотая Звезда» — вручалась Героям Советского Союза

1. Безменов, Василий Иванович (1913—1981). Звание Героя присвоено в 1945 году.
2. Беломестных, Владимир Корнилович (1913—2009). Звание Героя присвоено в 1943 году.
3. Билаонов Павел Семёнович (1919—1996). Звание Героя присвоено в 1944 году.
4. Богаткин, Владимир Владимирович (1924—1944). Звание Героя присвоено в 1945 году, посмертно.
5. Бояринцев, Тимофей Алексеевич (1910—1943). Звание Героя присвоено в 1943 году.
6. Бояршинов Василий Иванович (1915—1990). Звание Героя присвоено в 1944 году.
7. Брынь, Василий Мартынович (1909—1983). Звание Героя присвоено в 1943 году.
8. Брякин, Павел Константинович (1922—1960). Звание Героя присвоено в 1944 году.
9. Буштрук, Даниил Иванович (1909—1958). Звание Героя присвоено в 1943 году.
10. Василенко, Михаил Абрамович (1913—1978). Звание Героя присвоено в 1945 году.
11. Веснин, Николай Дмитриевич (1922—1944). Звание Героя присвоено в 1944 году, посмертно.
12. Гора, Пётр Евстафьевич (1922—2002). Звание Героя присвоено в 1943 году.
13. Горнов Тимофей Яковлевич (1916—1944). Звание Героя присвоено в 1944 году.
14. Грищенко, Павел Яковлевич (1921—1997). Звание Героя присвоено в 1945 году.
15. Губкин, Георгий Никитович (1919—2003). Звание Героя присвоено в 1945 году.
16. Дёмин, Николай Архипович (1918—1998). Звание Героя присвоено в 1945 году.
17. Денисюк Фёдор Игнатьевич (1910—1948). Звание Героя присвоено в 1943 году.
18. Днепровский Пётр Павлович (1921—1943). Звание Героя присвоено в 1944 году, посмертно.
19. Егоров, Павел Васильевич (1914—1989). Звание Героя присвоено в 1944 году.
20. Екимов, Григорий Андреевич (1909—1944). Звание Героя присвоено в 1944 году, посмертно.
21. Ермоленко, Пантелей Игнатьевич (1909—1984). Звание Героя присвоено в 1943 году.
22. Жучков, Порфирий Иванович (1912—1945). Звание Героя присвоено в 1946 году, посмертно.
23. Земских, Владимир Афанасьевич (1917—1998). Звание Героя присвоено в 1945 году.
24. Калараш, Дмитрий Леонтьевич (1911—1942). Звание Героя присвоено 1942 году, посмертно.
25. Касатонов Иван Михайлович (1910—1977). Звание Героя присвоено в 1944 году.
26. Клепиков, Георгий Петрович (1923—1944). Звание Героя присвоено в 1945 году, посмертно.
27. Комаров Григорий Васильевич (1913—1976). Звание Героя присвоено в 1943 году.
28. Коваль, Иван Нестерович (1920—1980). Звание Героя присвоено в 1943 году.
29. Конев, Виктор Александрович (1924—1998). Звание Героя присвоено в 1945 году.
30. Косов, Виктор Николаевич (1922—1980). Звание Героя присвоено в 1944 году.
31. Кузнецов, Юрий Викторович (1946—2020). Звание Героя присвоено в 1982 году.
32. Куницын, Пётр Николаевич (1921—1967). Звание Героя присвоено в 1944 году.
33. Курбатов, Михаил Тихонович (1924—1944). Звание Героя присвоено в 1945 году, посмертно.
34. Лахин, Иван Тимофеевич (1914—1991). Звание Героя присвоено в 1944 году.
35. Лащенко, Пётр Николаевич (1910—1992). Звание Героя присвоено в 1943 году.
36. Лещёв, Анатолий Алексеевич (1923—1995). Звание Героя присвоено в 1945 году.
37. Лисин, Иван Павлович (1914—1944). Звание Героя присвоено в 1943 году.
38. Лысенко, Иван Тимофеевич (1914—1984). Звание Героя присвоено в 1944 году.
39. Марченко Фёдор Илларионович (1919—1945). Звание Героя присвоено в 1946 году, посмертно.
40. Масленников, Николай Петрович (1920—2001). Звание Героя присвоено в 1945 году.
41. Молодчий, Александр Игнатьевич (1920—2002). Звание Героя присвоено дважды — в 1941 и 1942 годах.
42. Мороз Даниил Ефимович (1910—2002). Звание Героя присвоено в 1944 году.
43. Морозов, Иван Дмитриевич (1923—1966). Звание Героя присвоено в 1944 году.
44. Нестерович Павел Владимирович (1913—1974). Звание Героя присвоено в 1943 году.
45. Орлянский, Павел Иванович (1908—1985). Звание Героя присвоено в 1945 году.
46. Папулов, Семён Васильевич (1915—1943). Звание Героя присвоено в 1943 году.
47. Пермяков Владимир Васильевич (1924—1995). Звание Героя присвоено в 1945 году.
48. Пилипас, Валентин Викторович (1920—1957). Звание Героя присвоено в 1945 году.
49. Покачалов Николай Николаевич (1910—1952). Звание Героя присвоено в 1944 году.
50. Попков Александр Иванович (1913—1995). Звание Героя присвоено в 1945 году.
51. Примак, Павел Александрович (1911—1943). Звание Героя присвоено в 1944 году, посмертно.
52. Распопова, Нина Максимовна (1913—2009). Звание Героя присвоено в 1945 году.
53. Репкин Аким Васильевич (1914—1985). Звание Героя присвоено в 1945 году.
54. Романюк, Николай Иванович (1922—1995). Звание Героя присвоено в 1944 году.
55. Рысевец, Флавиан Владимирович (1923—1990). Звание Героя присвоено в 1945 году.
56. Седельников, Пётр Иванович (1921—2017). Звание Героя присвоено в 1945 году.
57. Сикорский Николай Ануфриевич (1920—1990). Звание Героя присвоено в 1945 году.
58. Сикорский Степан Харитонович (1918—1943). Звание Героя присвоено в 1943 году, посмертно.
59. Сластин, Василий Никонович (1908—1979). Звание Героя присвоено в 1943 году.
60. Слюсарь, Альберт Евдокимович (1939—2017). Звание Героя присвоено в 1983 году.
61. Соченко, Макар Степанович (1917—1944). Звание Героя присвоено в 1943 году.
62. Спицин, Иван Яковлевич (1914—1979). Звание Героя присвоено в 1943 году.
63. Стрельцов, Василий Андреевич (1923—1971). Звание Героя присвоено в 1943 году.
64. Суворов, Василий Иванович (1921—1990). Звание Героя присвоено в 1945 году.
65. Сурнин, Георгий Иванович (1918—1991). Звание Героя присвоено в 1943 году.
66. Ущев Борис Петрович (1915—1996). Звание Героя присвоено в 1944 году.
67. Шабанов, Иван Герасимович (1911—1944). Звание Героя присвоено в 1944 году, посмертно.
68. Шапшаев, Иван Леонтьевич (1910—1967). Звание Героя присвоено в 1946 году.
69. Шелест, Василий Галактионович (1923—1943). Звание Героя присвоено в 1944 году, посмертно.
70. Шилков Анфилофий Петрович (1917—1990). Звание Героя присвоено в 1944 году.